# Condemna (sèrie de televisió)
Condemna (títol original en anglès, Time) és una minisèrie dramàtica anglesa creada i coescrita per Jimmy McGovern amb Helen Black. Cada temporada presenta un nou escenari i ressegueix el dia a dia dels reclusos i el personal funcionari. La primera temporada, protagonitzada per Sean Bean i Stephen Graham, es va emetre a BBC One el 6 de juny de 2021 i va concloure el 20 de juny de 2021. La segona temporada, protagonitzada per Jodie Whittaker, Tamara Lawrance i Bella Ramsey, es va emetre el 29 d'octubre de 2023 i va concloure el 12 de novembre de 2023 també a BBC One. La primera temporada s'ha doblat al valencià per a À Punt, que va estrenar-la el 19 d'abril de 2025.
La major part del rodatge es va dur a terme a la regió de Liverpool, amb les escenes de la presó i les cel·les filmades a la HM Prison Shrewsbury, una antiga presó clausurada el 2013.
La primera temporada va rebre crítiques favorables que van elogiar les actuacions dels dos protagonistes. Als premis BAFTA de televisió de 2022, la primera temporada va guanyar els premis a millor minisèrie, Bean va guanyar el de millor actor i Graham va ser nominat com a millor actor secundari.

## Argument

### Temporada 1
Mark Cobden entra a la presó consumit per la culpa del crim comès. Allí coneix Eric McNally, un funcionari de presons exemplar que fa tot el possible per a tenir cura d'aquells que estan sota la seva supervisió. No obstant això, quan un dels interns més perillosos identifica la seva debilitat, Eric s'enfronta a una elecció impossible entre la seva ètica professional i la seva família.

### Temporada 2
L'Orla, una mare soltera que compleix la seva primera condemna, l'Abi, que està condemnada de per vida, i la Kelsey, una heroïna embarassada i reincident, comencen les seves respectives condemnes en una presó de dones.